# Maria Dębska

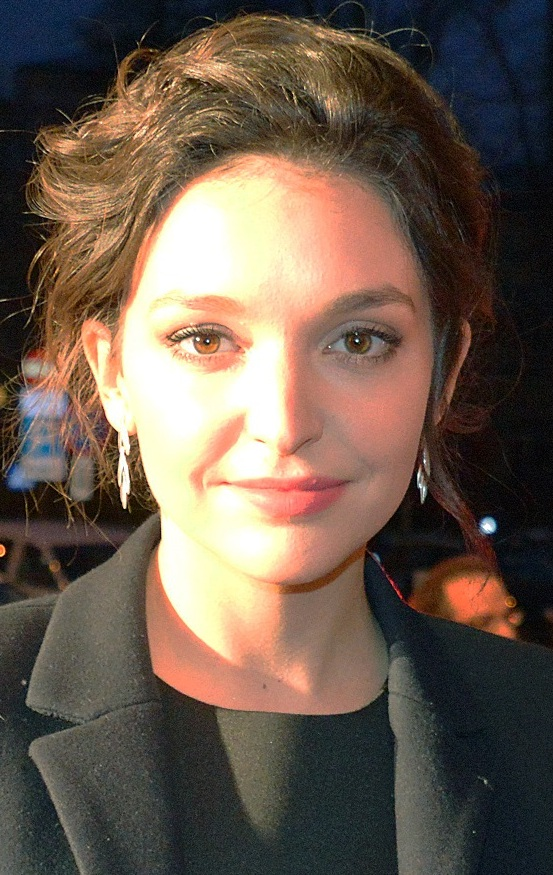
Maria Dębska (2018)

Maria Dębska (ur. 22 maja 1991 w Warszawie) – polska aktorka.

## Życiorys
Ukończyła pierwszy rok na Wydziale Fortepianu Akademii Muzycznej w Łodzi w klasie prof. Marka Drewnowskiego. Absolwentka Państwowej Wyższej Szkoły Filmowej, Telewizyjnej i Teatralnej im. Leona Schillera w Łodzi (2017).
Za tytułową rolę w Marii Stuart w reżyserii Grzegorza Wiśniewskiego została nagrodzona Grand Prix za wybitną osobowość sceniczną i Nagrodą Publiczności 34. Festiwalu Szkół Teatralnych w Łodzi, Nagrodą aktorską na Międzynarodowym Festiwalu Szkół Teatralnych w Brnie, a także łódzką „Złotą Maską” za najlepszy debiut aktorski w sezonie 2015/2016.
Na profesjonalnej scenie debiutowała w Teatrze Studio w Warszawie w spektaklu Ripley pod ziemią Radosława Rychcika. Wystąpiła m.in. w filmach Zabawa, zabawa, Cicha noc, Moje córki krowy i Demon, występuje w serialu Barwy szczęścia jako Jaga, grała Weronikę Nowacką w serialu W rytmie serca oraz Zosię Joachim w serialu Wojenne dziewczyny. W 2021 roku wcielała się w rolę Wiktorii w serialu Kuchnia, zaś rok później w Malwinę w serialu Canal+ pt. Powrót i w rolę Majki w filmie Listy do M. 5. W 2024 roku zagrała główne role w dwóch serialach Kiedy ślub? produkcji Canal+ oraz Śleboda na zlecenie SkyShowtime. W kolejnym roku odgrywała główną rolę w serialu Netfliksa Tylko jedno spojrzenie.
Od 2017 występuje w Teatrze Polskim im. Arnolda Szyfmana w Warszawie.
Jest laureatką nagrody Festiwalu Polskich Filmów Fabularnych w Gdyni za pierwszoplanową rolę kobiecą w filmie Bo we mnie jest seks (2021).

## Życie prywatne
Jest córką reżyserki Kingi Dębskiej. W latach 2020–2022 jej mężem był aktor Marcin Bosak.

## Filmografia

### Filmy
| Rok  | Tytuł                          | Rola                    | Uwagi |
| ---- | ------------------------------ | ----------------------- | --- |
| 2015 | Moje córki krowy               | Zuzia, córka Marty      | |
| 2015 | Demon                          | Hana                    | |
| 2017 | Cicha noc                      | Jolka, siostra Adama    | |
| 2017 | Zgoda                          | dziewczyna z apteki     | |
| 2018 | Zabawa, zabawa                 | Magda                   | 2019: nominacja do nagrody im. Zbyszka Cybulskiego |
| 2018 | Plan B                         | głos dziewczyny Mirka   | |
| 2018 | Pech to nie grzech             | Natalia                 | |
| 2019 | Piłsudski                      | Aleksandra Szczerbińska | |
| 2019 | Czarny mercedes                | Aneta Landau            | |
| 2021 | Bo we mnie jest seks           | Kalina Jędrusik         | 2021: nagroda Festiwalu Polskich Filmów Fabularnych w Gdyni za pierwszoplanową rolę kobiecą 2021: nominacja do nagrody im. Zbyszka Cybulskiego 2022: nominacja do Orła za najlepszą główną rolę kobiecą |
| 2022 | Pod wiatr                      | mama Ani                | |
| 2022 | Listy do M. 5                  | Majka                   | |
| 2023 | Pan Samochodzik i templariusze | Karen Petersen          | |
| 2025 | Przez ścianę                   | Wiesława                | |

### Seriale
| Rok       | Tytuł                  | Rola                              | Uwagi         |
| --------- | ---------------------- | --------------------------------- | ------------- |
| 2012      | M jak miłość           | koleżanka Gabi i Łukasza          | odc. 889, 896 |
| 2014      | Ojciec Mateusz         | Paulina Wiślicka, córka Bogdana   | odc. 145      |
| 2014      | Komisarz Alex          | Agata Łuczak, dziewczyna Budnika  | odc. 65       |
| 2014      | Komisarz Alex          | Teresa Starzyńska, córka Izabeli  | odc. 77       |
| 2014–2017 | Barwy szczęścia        | Jaga                              |               |
| 2017–2020 | W rytmie serca         | starszy aspirant Weronika Nowacka |               |
| 2017–2019 | Wojenne dziewczyny     | Zosia Joachim, siostra Marysi     |               |
| 2018      | Ślepnąc od świateł     | pracownica lotniska               | odc. 1        |
| 2019–2020 | Stulecie Winnych       | Róża Frejlich-Kronenberg          |               |
| 2020      | Bez skrupułów          | Sylwia Czekaj                     | odc. 3–5      |
| 2021      | Kuchnia                | Wiktoria Gonczar                  |               |
| 2021      | Osaczony               | Justyna Wilkoń                    |               |
| 2022      | Powrót                 | Malwina                           |               |
| 2023      | Kiedy ślub?            | Wanda Mazur                       |               |
| 2024      | Śleboda                | Anna Serafin                      |               |
| 2025      | Tylko jedno spojrzenie | Greta Rembiewska-Ławniczak        |               |

### Dubbing
- 2018: Dziadek do orzechów i cztery królestwa – Luiza
- 2018: Fantastyczne zwierzęta: Zbrodnie Grindelwalda – Leta Lestrange
- 2019: Avengers: Koniec gry – Carol Danvers / Kapitan Marvel
- 2019: Kapitan Marvel – Carol Danvers / Kapitan Marvel
- 2021: A gdyby…? – Carol Danvers / Kapitan Marvel